# Mattias Andersson (dramatiker och regissör)
Carl Mattias Andersson, född 13 september 1969 i Göteborg , är en svensk dramatiker, regissör, skådespelare och sedan 2006 konstnärlig ledare på Backa Teater i Göteborg. Den 3 oktober 2019 utsågs Andersson till teaterchef och konstnärlig ledare vid Dramaten med tillträde den 1 mars 2020.

## Konstnärligt arbete
Andersson utbildade sig till skådespelare på Teaterhögskolan i Göteborg 1990-93 och arbetade 1993-96 som skådespelare i Backa Teater i pjäser som Henrik Ibsens Peer Gynt, Johann Wolfgang von Goethes Faust, det klassiska indiska eposet Mahabharata och Brendan Behans Gisslan, men han är numera mest verksam som dramatiker och regissör med ett tjugotal pjäser spelade i ett stort antal länder. Han började med skrivande och regiarbete redan i slutet på sin teaterhögskoletid, med uppsättningen av den egna Och utanför ligger havet 1993. Därefter fortsatte han på denna väg med regiuppdrag på bland annat Backa Teater, Angereds Teater, Folkteatern, Göteborg, Stockholms stadsteater, Unga Klara och Dramaten.
I och med att han 2006 tillträdde som första chef för Backa Teater på dess nya adress på Lindholmen inledde han också en ny, uppmärksammad och flerfaldigt prisbelönt arbetsform genom att i flera produktioner basera manusmaterialet på intervjuer, forskningsmaterial och självbiografiska bidrag från allmänheten för att föra teatern närmare det verkliga samhället och dess olika livsöden, tankar och problem. Detta inleddes med The Mental States of Gothenburg 2006, fortsatte bland annat med ett stort projekt omkring Fjodor Dostojevskijs Brott och straff 2007, Utopia 2012 (även TV-sänt i Sveriges Television vintern 2013), The Mental States of Sweden på Dramaten 2013 och Idioten på Dramaten 2015. Redan tidigare har dock hans pjäser och uppsättningar genomgående behandlat samtidens samhällsfrågor och människors dolda längtan.
Den 3 oktober 2019 utsågs Andersson till teaterchef och konstnärlig ledare vid Dramaten med tillträde den 1 mars 2020.

## Utmärkelser och priser
- Medaljen Litteris et Artibus i guld 2021 för framstående konstnärliga insatser som regissör och dramatiker[3]
- Daniel Sachs Dramatikerpris 2018
- Nominerad till Premio Europa per il Teatro / Europe Theatre Prize 2017
- Internationella Prix d’Assitej’s ”award for artistic excellence” 2017
- Svenska Prix d’Assitej 2016
- Thaliapriset 2013 (tillsammans med scenografen Ulla Kassius, långvarig medarbetare)
- Publicistklubben Västras Stora pris 2012
- Prix Marulic 2010, internationellt pris för radioteaterversionen av Brott och straff (2009)
- Svenska Teaterkritikernas pris 2009 för Lille Kung Mattias
- Årets författare 2009 av Västsvenska Författarförbundet
- Svenska Teaterkritikernas pris 2007 för Brott och straff-projektet
- Expressens teaterpris 2007
- Svenska Ibsenpriset 2007
- Nominerad till Dagens Nyheters kulturpris 2007
- Nominerad till Nordiska Dramatikerpriset 2006 för Sex, droger och våld
- Nöjesguidens pris för årets teater i Göteborg 2006 med The Mental States of Gothenburg
- Henning Mankells Dramatikerpris 2001
- Nöjesguidens pris för årets teater i Göteborg 1998 med K+M+R+L

Han har också erhållit en stor mängd stipendier.

## Film och media
- Idioten inspelad för Sveriges Television 2016
- Utopia 2012 inspelad för Sveriges Television 2013
- Brott och Straff, radioteater i tre delar, Radioteatern, 2009
- Såsom i en hamburgare (manus och regi), kortfilm med premiär på Göteborgs filmfestival, 2005 (även i SVT)
- Tänkare i tiden (manus och regi), satiriska inslag i samhällsprogrammet Propaganda i Sveriges Television, 1998-99

### Regi
| År   | Produktion                                                     | Upphovsmän | Teater |
| ---- | -------------------------------------------------------------- | --- | --- |
| 1993 | Och utanför ligger havet                                       | Mattias Andersson                                                                                             | Teaterhögskolan i Göteborg                                                                                            |
| 1994 | Johannespassionen                                              | Mattias Andersson scenografi                                                                                  | Backa Teater |
| 1998 | K+M+R+L                                                        | Mattias Andersson                                                                                             | Underhållningsdivisionen på Pusterviksteatern                                                                         |
| 1998 | Stjärnämnen                                                    | Mattias Andersson                                                                                             | Älvsborgsteatern |
| 1999 | Före detta                                                     | Mattias Andersson                                                                                             | Underhållningsdivisionen på Pusterviksteatern                                                                         |
| 2000 | Löparen                                                        | Mattias Andersson                                                                                             | Unga Klara |
| 2001 | Den svagare                                                    | Mattias Andersson                                                                                             | Backa Teater |
| 2001 | Den offentliga sektorns stilla längtan mot något bortom bergen | Mattias Andersson                                                                                             | Folkteatern Göteborg                                                                                                  |
| 2003 | Brott, hemtjänst, straff, pengar, pensionärsmord               | Mattias Andersson                                                                                             | Stockholms Stadsteater                                                                                                |
| 2004 | Sex, droger och våld                                           | Mattias Andersson                                                                                             | Unga Klara |
| 2005 | In a Dark and Northern Place                                   | Mattias Andersson                                                                                             | Backa Teater |
| 2006 | The Mental States of Gothenburg                                | Mattias Andersson Baserat på dokumentärt material                                                             | Angereds Teater |
| 2007 | Brott och straff                                               | Fjodor Dostojevskij Bearbetning Mattias Andersson                                                             | Backa Teater |
| 2009 | Gangs of Gothenburg                                            | Mattias Andersson Bearbetning av ett manus baserat på dokumentära intervjuer och framarbetat i en arbetsgrupp | Backa Teater |
| 2009 | Lille Kung Mattias                                             | Janusz Korczak Bearbetning Mattias Andersson                                                                  | Backa Teater |
| 2010 | Kontrakt med Gud                                               | Mattias Andersson                                                                                             | Stockholms Stadsteater                                                                                                |
| 2011 | Yvonne                                                         | Witold Gombrowicz Bearbetning Mattias Andersson                                                               | Backa Teater |
| 2012 | Ett drömspel                                                   | August Strindberg Bearbetning Mattias Andersson                                                               | Stockholms Stadsteater                                                                                                |
| 2012 | Utopia 2012                                                    | Mattias Andersson Baserat på dokumentärt material                                                             | Backa Teater (även sänd i filmversion i SVT)                                                                          |
| 2013 | The Mental States of Sweden                                    | Mattias Andersson Baserat på dokumentärt material                                                             | Dramaten |
| 2014 | Acts of Goodness                                               | Mattias Andersson Baserat på dokumentärt material                                                             | Backa Teater |
| 2014 | Flotten, Hemmet, Sandlådan 2014                                | Kent Andersson och Bengt Bratt Bearbetning Mattias Andersson                                                  | Göteborgs Stadsteater                                                                                                 |
| 2015 | Idioten                                                        | Fjodor Dostojevskij Bearbetning Mattias Andersson                                                             | Dramaten |
| 2016 | The Misfits                                                    | Mattias Andersson                                                                                             | Backa Teater (europeisk samproduktion med bland andra Schaubühne, Berlin; Emilia Romagna Teatro, Modena; TNB, Rennes) |
| 2016 | Deformerad Persona                                             | Mattias Andersson och Ylva Andersson Fritt efter Ingmar Bergman                                               | Dramaten |
| 2017 | The Mental States of Sweden in Dance                           | Mattias Andersson                                                                                             | Cullbergbaletten |
| 2017 | Uppenbarelsen                                                  | Mattias Andersson                                                                                             | Dramaten |
| 2018 | Skuggorna av Mart                                              | Mattias Andersson fritt efter Stig Dagerman                                                                   | Backa Teater |
| 2019 | Hierarchy of Needs                                             | Adel Darwish                                                                                                  | Backa Teater (europeisk samproduktion med bland andra Teatr Powszechny, Warszawa; Theatre de Liege, Belgien)          |
| 2019 | Vi som fick leva om våra liv                                   | Mattias Andersson Baserat på dokumentärt material                                                             | Backa Teater/ Dramaten                                                                                                |
| 2021 | Den yttersta minuten                                           | Mattias Andersson                                                                                             | Dramaten |
| 2022 | Nordic Crime                                                   | Mattias Andersson                                                                                             | Dramaten |
| 2025 | Skammen                                                        | Ingmar Bergman Bearbetning Mattias Andersson                                                                  | Dramaten |

## Dramatik
- Uppenbarelsen
- Acts of Goodness
- Och utanför ligger havet
- Johannespassionen
- Våning 12
- K + M + R + L
- Stjärnämnen / Det stoff som stjärnor vävs av
- Före detta
- Löparen
- Ballongerna
- Den osynlige mannens återkomst
- Den svagare
- Dom
- Den offentliga sektorns längtan mot något bortom bergen
- Brott, hemtjänst, straff, pengar, pensionärsmord
- Utanför mitt fönster
- Sex, droger och våld
- In a Dark and Northern Place
- Offret
- Den utvalda
- Kontrakt med Gud
- The Mental States of Gothenburg
- Gangs of Gothenburg
- Utopia 2012
- The Mental States of Sweden
- Deformerad Persona (tillsammans med Ylva Andersson)